# Krzysztof Krauze
Krzysztof Krauze (Warschau, 2 april 1953 – aldaar, 24 december 2014) was een Pools filmregisseur en scenarioschrijver.
Hij staat bekend als schrijver en regisseur van de film Dług. Hij werkte veel samen met acteur Robert Gonera.
In 2006 werd er prostaatkanker bij Krauze geconstateerd waarna hij zijn werkzaamheden stillegde.
Eind 2014 overleed hij aan de uitzaaiingen van die kanker.
- Bibsys: 15023082
- Bibliothèque nationale de France: cb16128751b (data)
- Gemeinsame Normdatei: 139280804
- International Standard Name Identifier: 0000 0000 7851 2103
- Library of Congress Control Number: no2005089225
- Nationale Bibliotheek van Tsjechië: js20051024026
- Nationale Bibliotheek van Israël: 987007452564505171
- Virtual International Authority File: 56351749
- WorldCat: E39PBJxMqFYyMpTPttqGrF8Hmd